# Nattens madrigal - Aatte hymne til ulven i manden
Nattens Madrigal - Aatte Hymne til Ulven i Manden (Noors voor Het Madrigaal van de Nacht - Acht hymnen aan de wolf in de man) is het derde album van de Noorse blackmetalband Ulver. Het wordt, samen met A Blaze in the Northern Sky van Darkthrone, als een van de meest toonaangevende Noorse blackmetalalbums beschouwd. De teksten zijn in verouderd Deens-Noors gespeld.
Nattens Madrigal is een conceptalbum over een man die, met de hulp van Satan, toegeeft aan lycantrofie – een waanbeeld waarbij men zich als wolf of een ander wild dier gedraagt – en over de strijd die hij met zichzelf voert. De man ("boodschapper van de duivel") begeeft zich onder het volk, maar de mensen zijn zich er niet van bewust dat hij een bloeddorstige weerwolf is. Als de nacht valt, ontmoet de man een vrouw en zij worden verliefd. De man geeft toe aan zijn ware natuur als hij haar vervolgens vermoordt.
Het album is een flinke koerswijziging ten opzichte van zijn voorganger, Kveldssanger, dat een volledig akoestisch album is. Nattens Madrigal gaat weer terug naar de black metal-stijl waar Ulver mee begon, echter grotendeels zonder de folkinvloeden. Het album biedt een rauwe soort black metal met een enkel pauzemoment van folkmuziek en staat bekend om zijn bewuste lo-fi- of "necro"-productie.

## Inhoud
1. Hymne I - Wolf and Fear – 6:16
2. Hymne II - Wolf and the Devil – 6:21
3. Hymne III - Wolf and Hatred – 4:48
4. Hymne IV - Wolf and Man – 5:21
5. Hymne V - Wolf and the Moon – 5:14
6. Hymne VI - Wolf and Passion – 5:48
7. Hymne VII - Wolf and Destiny – 5:32
8. Hymne VIII - Wolf and the Night – 4:38